# 宍倉光広

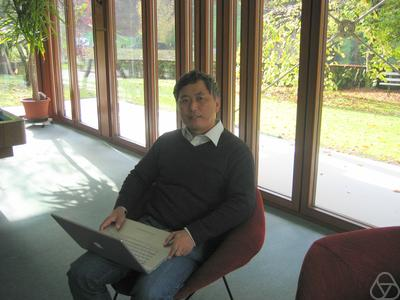
宍倉光広

宍倉 光広（ししくら みつひろ、1960年11月27日 - ）は、日本の数学者。理学博士。京都大学教授。専門は、力学系理論。
群馬県伊勢崎市生まれ。1979年群馬県立前橋高等学校卒業。1983年京都大学理学部卒業。1988年京都大学大学院理学研究科博士課程数学専攻修了。プリンストン高等研究所所員、東京工業大学助手・助教授、東京大学助教授、広島大学教授を経て、現職。
力学系の中でもフラクタルの研究を活発に行っている。特に複素平面上のマンデルブロ集合についての研究は有名で、境界のハウスドルフ次元が2であるというマンデルブロの予想を証明した。
1992年にはサレム賞、1995年には日本数学会春季賞を受賞した。また、ICM 1994 チューリッヒでは 招待講演者
となっている。

## 論文
- Shishikura, Mitsuhiro (1985). “SURGERY OF COMPLEX ANALYTIC DYNAMICAL SYSTEMS”. 数理解析研究所講究録 (京都大学数理解析研究所) 574:  166-178. hdl:2433/99208. ISSN 1880-2818.
- 宍倉光広「Riemann球面上の複素力学系について」『数学』第41巻第1号、日本数学会、1989年、34-48頁、doi:10.11429/sugaku1947.41.34、ISSN 0039470X。
- 宍倉光広「複素力学系とくりこみ (繰り込み群の数理科学での応用)」『数理解析研究所講究録』第1134巻、京都大学数理解析研究所、2000年、45-45頁、hdl:2433/63753、ISSN 1880-2818。
- 宍倉光広「複素力学系の剛性の問題」『総合講演・企画特別講演アブストラクト』第2001巻Autumn-Meeting1、日本数学会、2001年、55-66頁、doi:10.11429/emath1996.2001.autumn-meeting1_55、ISSN 1884-3972。
- 宍倉光広「A New Tree Associated with Herman Rings」『数理解析研究所講究録』第1269巻、京都大学数理解析研究所、2002年、74-92頁、hdl:2433/42157、ISSN 1880-2818。
- 宍倉光広「Rigidity of quadratic polynomials〔和文〕」『数理解析研究所講究録』第1269巻、京都大学数理解析研究所、2002年、63-73頁、hdl:2433/42156、ISSN 1880-2818。
- 宍倉光広「RENORMALIZATION IN COMPLEX DYNAMICS (Applications of Renormalization Group Methods in Mathematical Sciences)」『数理解析研究所講究録』第1275巻、京都大学数理解析研究所、2002年、126-126頁、hdl:2433/42282、ISSN 1880-2818。
- KISAKA, Masashi and SHISHIKURA, Mitsuhiro (2011). “Smoothness of hairs for some entire functions”. 数理解析研究所講究録 (京都大学数理解析研究所) 1742:  137-144. hdl:2433/170920. ISSN 1880-2818.